# Villamayor
Villamayor è un comune spagnolo di 3 518 abitanti situato nella comunità autonoma di Castiglia e León.